# Sargentia; continuation of the contributions from the Arnold arboretum of Harvard University
Sargentia; continuation of the contributions from the Arnold arboretum of Harvard University (abreviado Sargentia) fue una revista con ilustraciones y descripciones botánicas que fue editada por la Universidad de Harvard en Massachusetts desde 1942 hasta 1949.